# 細田安兵衛 (3代目)
細田 安兵衛（ほそだ やすべえ、1871年11月20日（明治4年10月8日） - 1948年（昭和23年）5月2日）は、大正から昭和時代の政治家。実業家。貴族院多額納税者議員。幼名は仲治郎。

## 経歴
東京府日本橋区西河岸町（現東京都中央区日本橋）出身。2代目細田安兵衛の長男として生まれ、1893年（明治26年）11月、家督相続とともに先代を襲名する。菓子店、榮太樓總本鋪を立ち上げる。
1884年（明治17年）東京高等商業学校予備門を卒業し、ジェームス・サマーズの立ち上げた欧文正鵠学館（築地サンマー塾）で英語を学んだ。
1917年（大正6年）以降、日本橋区会議員、東京市第十四地区区画整理委員会議長、東京地方裁判所商事調停委員、細田協佑社社長、日本橋区商工信用組合組合長などを歴任した。
1932年（昭和7年）東京府多額納税者として貴族院議員に互選され、同年9月29日から1939年（昭和14年）9月28日まで1期務めた。